# Lucha griega

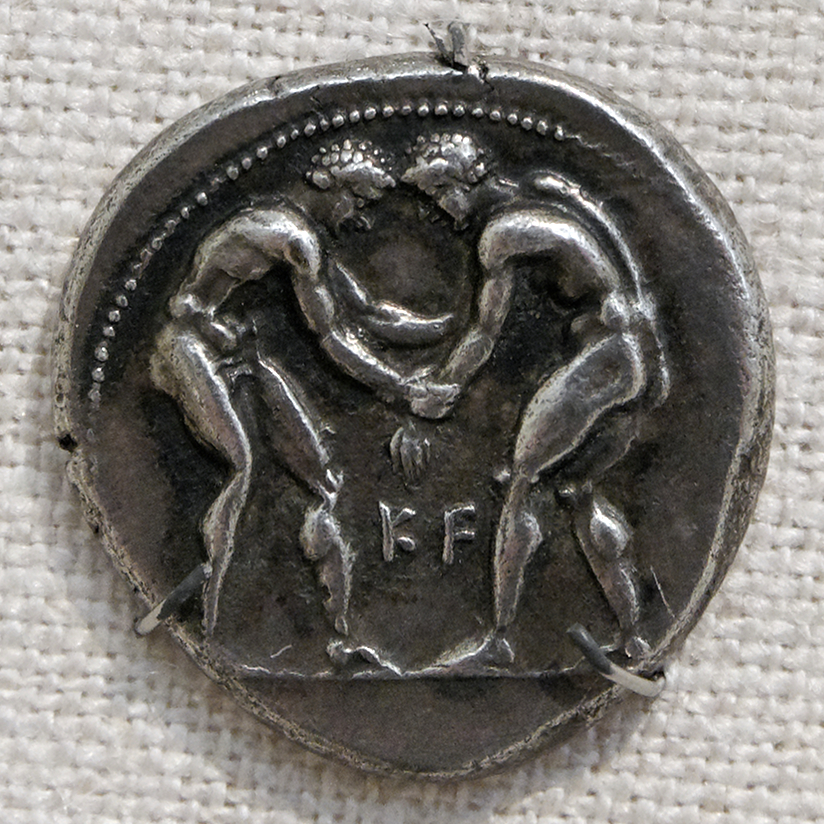
Anverso de una moneda del con la imagen de dos luchadores.

La lucha griega o pálē (en griego: πάλη) fue el deporte más popular de la Antigua Grecia. Consistía en sumar tres puntos en total derribando al oponente de las siguientes maneras: tocar el suelo con la espalda, cadera u hombro; o bien por rendición del rival o en caso de que salga del área de combate.
Un aspecto particular de importancia es que uno de los contendientes está tumbado sobre su abdomen mientras que el rival, justo por detrás, intenta agarrotarle. En este caso, el primero tratará de zafarse y ayudado con su brazo, derribarle; mientras que el que está encima de él, intentará sofocarle sin ser derribado.
Fue la primera competición en ser incluida en los Juegos Olímpicos que no consistía en carreras. La competición estaba organizada mediante eliminatorias hasta que finalmente se proclamaba un campeón. Los combates tenían lugar en una superficie de un plethron o stremma.
Este evento formaba parte del pentatlón y estuvo considerado como la mejor muestra de fuerza en comparación con las demás competiciones, y fue representado en la mitología griega por Hércules

## Reglamento
- No se permiten provocar lesiones oculares ni mordiscos desde que el Pancracio tampoco se permite
- Queda a libre elección del árbitro decidir si se permite que uno de los contendientes le retuerza los dedos al otro oponente con la intención de forzarle a retirarse
- Está prohibido agarrar los genitales
- Está permitido que los asistentes intenten persuadir al oponente de que se rinda ante su contrincante como parte de la competición
- Las infracciones serán castigadas por el árbitro mediante latigazos hasta que cese el mal comportamiento
- Las victorias son al mejor de tres puntos
- Los puntos se pueden conseguir de las siguientes maneras:
  1. La espalda del oponente entra en contacto con el suelo
  2. Mediante golpeteos en el suelo o de otras maneras dejando claro que se rinde
  3. Una vez el oponente cae o sale fuera del área establecida
- Una vez finalizado el set, al oponente debe permitírsele ponerse de pie y reanudar el combate momentos después
- El combate da comienzo y termina una vez el árbitro dé la señal
- El árbitro puede detener el combate si cree que uno de los contrincantes ha puntuado y estos continúan luchando
- Tanto el árbitro como otros oficiales se encargan de velar por el cumplimiento. En caso de que no esté el primero, serán los oficiales quienes resuelvan cualquier disputa entre los contendientes y su decisión será definitiva
- El área será de un plethron (28,5 m x 28,5 m) u otro tamaño determinado por los anfitriones de los juegos. La superficie será de arena o tierra
- Los contendientes deben empezar el combate en el centro del área fuera del alcance del otro. La distancia exacta depende de la decisión del árbitro
- Queda a la elección de los oficiales añadir más detalles específicos sobre el reglamento

## Famosos contendientes de Antioquia
Milón de Crotona fue uno de los mejores luchadores de la época. En uno de los sets nadie le desafió, sin embargo, cuando salió a la skamma, resbaló y se cayó, razón por la que fue abucheado por el público, los cuales declararon que "no debía ser coronado" por caerse. No obstante, este respondió que solo cayó "una vez". Leontiskos de Mesene fue otro contendiente reconocido. Aunque no era habilidoso en la lucha, sí que podía romper los dedos de sus rivales. Con esta técnica ganó dos campeonatos a pesar de rozar la descalificación.
En la Suda está escrito que Kleostratos de Rodas ganó a su oponente tras asfixiarle. También, el competidor Topsius fue hermano del filósofo Dión de Alejandría. Demóstenes mencionó a Euthynus, y escribió que era un famoso competidor. Aelian hizo lo propio con Democrates; y Diógenes Laercio con Aristón de Argos.
Pausanias, en cambio, mencionó a varios:
- Perilaus (Περίλαος) de Argos, hijo de Alcenor (Ἀλκήνωρ).[6]
- Tisamenus (Τισαμενός) de Elis.[7]
- Hetoemocles (Ἑτοιμοκλής) de Laconia, hijo de Hipposthenes.[8]
- Hipposthenes (Ἱπποσθένης) de Laconia, padre de Hetoemocles.[8]
- Strato (Στράτων) de Alejandría.[9]
- Caprus (Κάπρος) de Elis.[10]
- Aristomenes (Ἀριστομένης) de Rodas.[10]
- Protophanes (Πρωτοφάνης) de Magnesia del Meandro.[10]
- Marion (Μαρίων) de Alejandría.[10]
- Aristeas (Ἀριστέας) de Stratoniceia.[10]
- Nicostratus (Νικόστρατος) de Cilicia.[10]
- Polyctor (Πολύκτωρ), hijo de Damonicus (Δαμόνικος).[11]
- Sosander (Σώσανδρος) de Smyrna, hijo de Sosander.[11]
- Symmachus (Σύμμαχος) de Elis, hijo de Aeschylus (Αἰσχύλος).[12]
- Archedamus (Ἀρχέδαμος) de Elis, hijo de Xenius (Ξενίος).[12]
- Cratinus (Κρατῖνος) de Aegeira.[13]
- Nicostratus (Νικόστρατος) de Heraea,  hijo de Xenocleides (Ξενοκλείδης).[14]
- Chilon de Patras.[15]
- Leontiscus (Λεοντίσκος) de Messene.[16]
- Narycidas (Ναρυκίδας) de Phigalia, hijo de Damaretus (Δαμαρέτος).[17]
- Agenor (Ἀγήνορ) de Thebes, hijo de Theopompus (Θεόπομπος).[18]
- Lastratidas (Λαστρατίδας) de Elis, hijo de Paraballon (Παραβάλλον).[19]
- Amertes (Ἀμέρτης) de Elis.[20]
- Euanoridas (Εὐανορίδᾳς) de Elis.[20]
- Theognetus (Θεογνήτος) de Aegina.[21]
- Xenocles (Ξενοκλῆς) de Maenalus.[22]
- Cheimon (Χείμων) de Argos, hijo de Aristeus (Ἀριστεὺς).[23]
- Taurosthenes (Ταυροσθένης) de Aegina.[23]
- Philles (Φίλλης) de Elis.[24]
- Lysippus (Λύσιππος) de Elis.[25]
- Baucis (Βαύκις) de Troezen.[26]
- Euthymenes (Εὐθυμένης) de Maenalus.[27]
- Theopompus (Θεόπομπος), hijo de Theopompus.[28][29]
- Pantarces (Παντάρκης) de Elis.[30]
- Pherias (Φερίας) de Aegina.[31]
- Nicasylus (Νικασύλος) de Rhodes.[31][32]
- Artemidorus (Ἀρτεμίδωρος) de Tralles.[32]
- Anauchidas (Ἀναυχίδας) de Elis, hijo de Philys.[33]
- Procles (Προκλῆς) de Andros, hijo de Lycastidas (Λυκαστίδας).[34]
- Cleitomachus (Κλειτομάχος) de Thebes, hijo de Hermocrates (Ἑρμοκράτης).[35]
- Eutélidas (Εὐτελίδᾳς) the Spartan.[36]
- Pherenicus (Φερενίκος) de Elis.[37]
- Seleadas (Σελεάδᾳς) de Laconia.[38]
- Calliteles (Καλλιτέλης) de Laconia, padre del cuadriguero Polypeithes (Πολυπείθης).[38]
- Paeanius (Παιάνιος) de Elis, hijo de Damatrius (Δαματρίος).[39]
- Democrates (Δημοκράτης) de Tenedos.[40]
- Hermesianax (Ἑρμησιάναξ) de Colophon, hijo de Agoneus (Ἀγονέος).[41]
- Eicasius (Εἰκάσιος) de Colophon, hijo de Lycinus (Λυκίνος) y de Hermesianax .[41]
- Alexinicus (Ἀλεξίνικός) de Elis.[42]
- Chaeron (Χαίρων) de Pellene.[43]